# Imrat Khan

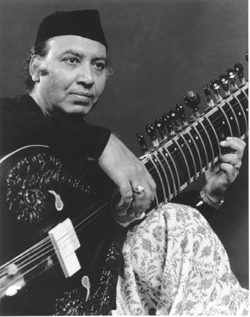
Imrat Khan

Imrat Khan (geboren am 17. November 1935 in Kalkutta; gestorben am 22. November 2018 in St. Louis, Missouri, USA) war ein nordindischer Sitar- und Surbaharspieler.

## Leben und Wirken
Imrat Khan war Mitglied einer traditionsreichen Musikerfamilie der Klassischen nordindischen Musik, die in Kalkutta ansässig ist. Sein Vater war Enayat Khan, sein Großvater Imdad Khan, sein älterer Bruder Vilayat Khan. Die instrumentalen Fertigkeiten werden in den Familien in improvisatorischer Praxis jeweils vom Vater an die Söhne durch Vor- und Nachspielen weitergegeben. Dies bezieht sich auch auf die mündliche Überlieferung der Ragas, den Umgang mit ihren Spielvorschriften, den Variationsmöglichkeiten sowie auf die Entfaltung der Form und auf den emotionalen Gehalt des jeweiligen Ragas.
Imrat Khans Vater starb, als er noch ein Kind war. Er wurde von seiner Mutter Bashiran Begum und ihrem Vater, dem Sänger Bande Hassan Khan, großgezogen. 1944 zog die Familie nach Bombay, wo er und sein älterer Bruder von ihrem Onkel Wahid Khan musikalisch unterrichtet wurden. 1952 zogen Vilayat und Imrat zurück nach Kalkutta, wo sie viele Jahre zusammen auftraten, unterrichteten und zahlreiche Konzertreisen unternahmen. Im Jahr 1956 konzertierten sie erstmals im Zusammenhang der ersten Kulturdelegation in der Sowjetunion und anderen Ländern Osteuropas. Auftritte in der Sowjetunion wurden auch in den weiteren Jahren fortgesetzt. Von 1968 bis 1970 unterrichtete er am Dartington College of the Arts in England und wurde 1971 der erste klassisch-indische Musiker, der in der Royal Albert Hall in London auftrat.
Imrat Khan gab Konzerte in den Vereinigten Staaten und in Europa, z. B. in Großbritannien, Deutschland sowie in China und Südostasien, teilweise mit seinem Bruder, später mit seinen Söhnen und anderen indischen Musikern. Im Jahr 1970 trat er bei den Internationalen Filmfestspielen von Cannes auf. Neben der Weitergabe der Musik innerhalb seiner Familie unterrichtete er auch Sitar-Studenten an der Washington University in St. Louis. In Deutschland trat er, teilweise mit seinen Söhnen, mehrfach auf Einladung des WDR in Köln auf.
Imrat Khan bildete fünf Söhne als Musiker aus: Nishat Khan (Sitar), Irshad Khan (Sitar), Vajahat Khan (Sarod), Shafaatullah Khan (Tabla) und Azmat Ali Khan (Sitar).
Zahlreiche Aufnahmen und Mitschnitte seiner Konzerte sind auf YouTube und über Streamingdienste wie Amazon Music und Spotify verfügbar.

## Auszeichnungen
1988 erhielt Imrat Khan den vom indischen Präsidenten verliehenen Sangeet Nataik Akademi Award.

## Film
Im Jahr 1989 entstand der Film In Concert: Ustad Imrat Khan and Sons als Produktion der BBC unter der Regie von Bish Mehay.